# コンスタンティノス9世モノマコス
コンスタンティノス9世モノマコス（ギリシア語: Κωνσταντίνος Θ΄ Μονομάχος, ラテン文字転写: Kōnstantinos IX Monomachos, 1000年頃 - 1055年1月11日）は、東ローマ帝国マケドニア王朝の皇帝（在位：1042年 - 1055年）である。姓のモノマコスは「孤独な戦士」を意味する。

## 生涯
コンスタンティノス9世モノマコスは、1000年頃に生まれたとされている。元老院議員の家柄の出身であった。先帝ミカエル5世が皇太后ゾエを追放しようと試みた政変の後に、ゾエと妹テオドラが共同女帝として即位したが、両者の不和により統治は困難であった。そのため、約2ヶ月後にゾエは元老院議員であったコンスタンティノス・モノマコスと結婚し、彼が皇帝として即位することとなった。これが1042年のことである。

### 治世
コンスタンティノス9世の治世は、約13年間続いた。彼は文官出身であり、文官貴族を優遇し、官職を増大させて官僚制を肥大化させた。その一方で、文芸や学問を奨励し、コンスタンティノポリス大学の再編を行うなど、文化的な面では功績を残している。しかし、財政面では官僚制の肥大化による支出増大が問題となり、軍事面では軍縮政策を推進したため、地方の軍事貴族の反発を招き、各地で反乱が発生した。彼はこれらの反乱の鎮圧に苦慮した。
彼の治世において特筆すべきは、1054年の東西教会の分裂（大シスマ）である。ローマ教皇の代理人であるフンベルトゥス枢機卿がコンスタンティノープル総主教ミカエル1世ケルラリオスを破門し、これに対してミカエル1世もフンベルトゥスを破門するという相互破門が行われた。これはノルマン人への対抗のために東西教会の関係改善を模索していたコンスタンティノス9世モノマコスの意に反するものであったが、総主教側の強硬な態度を抑えることはできなかった。この事件は、キリスト教世界における西方教会（カトリック教会）と東方教会（正教会）の決定的な分離を招くことになった。

### 治世末期と死
治世の末期には、彼の政策によって引き起こされた財政的・軍事的困難が顕著になった。各地の反乱や外敵からの圧迫が続いた。彼は1055年1月11日にコンスタンティノポリスで死去した。彼には世継ぎが生まれず、その死をもってマケドニア王朝は事実上断絶した。

## 評価
コンスタンティノス9世モノマコスの治世は、文化的な発展が見られた一方で、内政においては官僚制の肥大化と財政難、軍事力の低下という問題を引き起こした。東西教会の分裂という歴史的事件も彼の治世に発生しており、彼の外交手腕や統治能力には批判的な評価も存在する。彼はビザンツ帝国の衰退を促進した一因であるとも評されることがある。

## 家族
- 配偶者：ゾエ（東ローマ帝国女帝）
- 子女：娘（フセヴォロド1世妃）